# Carlos Burone
Carlos Alberto Burone (2 de agosto de 1924 - 26 de agosto de 1992) fue un periodista y escritor argentino. 

## Actividad periodística
En 1942 se recibió con Medalla de Oro de maestro normal nacional y luego estudió en la Facultad de Filosofía y Letras de la Universidad de Buenos Aires. Se integró en 1952 al cineclub Gente de Cine, al que adherían críticos tan prestigiosos como Víctor Iturralde, Rolando Fustiñana (Roland), Salvador Sammaritano y Edmundo Eichelbaum.
Se dedicó a la actividad periodística y fue jefe de la sección espectáculos del diario La Prensa de 1956 a 1968 y redactor de Primera Plana, publicación donde llegó a jefe de redacción. También fue redactor en La Opinión, La Razón y Tiempo Argentino, director de la revista Adán y vicedirector de la revista Claudia. 
En 1967 formó parte de un programa televisivo en Teleonce llamado "La condición humana" donde lo acompañaban, entre otros, Ulyses Petit de Murat y Pablo Palant. Lo dirigía Pablo Biscayart y la producción periodística estaba a cargo de sus amigos Juan Carlutti y Emilio Blanco.
Fue asesor cultural de la Intendencia de la ciudad de Buenos Aires y miembro de la Secretaría de Información Pública. Tuvo una muy importante participación en periodismo de opinión general en programas de radio, como El buen día, junto a Betty Elizalde, Noticiero 8 y Radioshow, ambos por Radio Del Plata; y fundamentalmente en Radio Continental, donde se recuerda su participación en los ciclos Ciudad abierta, Desde el balcón y Porcel más dos (junto a Jorge Porcel); y en televisión, donde se recuerdan los programas La mujer, emitido por Canal 9 en 1976 conducido por Blackie, en donde también participaran Horacio de Dios y Dionisia Fontán, entre otros; y Apelación pública en el que se desempeñó en 1981 junto a Albino Gómez y Félix Luna. Su último trabajo terminado poco tiempo antes de morir, es un libro sobre Emilio Eduardo Massera. Fue el guionista del filme Paula contra la mitad más uno (1971)
A comienzos de la década del 1980, condujo en Canal 11 de Bs As, el ciclo "Hoy nostalgia" donde repasaban la historia del mundo del espectáculo y sus protagonistas.
Entre 1986 y 1987 formó parte de La mañana de Radio Buenos Aires en Radio Buenos Aires, junto a Raúl Urtizberea, Oscar Otranto, Silvia Fernández Barrio y Oscar del Priore.

## Opiniones
En la revista Extra de enero de 1971, Burone opinó que “El periodismo tiene un poder tremendo que, a veces, usa mal: es capaz de inventar personajes. De pronto puede Inventar a un dirigente gremial que no tiene la categoría de tal, inclusive llenar las tapas de revistas con sus rostros. También se puede convertir en político de nota a aquellos que no lo son... y así sucesivamente. Creo que ésa es una manera de deformar la realidad...”
En una sección titulada ‘El diario de un pequeño burgués’ en la revista Siete Días, Burone se quejó de “la orquestada campaña antiargentina que los medios de difusión (internacionales) despliegan contra nuestro país y su gobierno”, y aseguraba conocer “escenas de barbarie que, en estos precisos momentos, tienen un escenario real y concreto en África y Camboya, preparadas y ejecutadas por los secuaces de Fidel Castro y el comunismo vietnamita”.
En sus columnas radiales en los programas "Ciudad abierta" y "Porcel más dos", solía emitir opiniones fuertemente polémicas: “Uruguay era llamado ‘La Suiza de América’. El Uruguay fue un país maravilloso, hasta que llegaron los malditos tupamaros”. Tampoco tenía ambages en criticar a sus colegas: “¿Y qué tienen contra el idioma alemán? ¿Por qué un señor llamado Grinberg, en lugar de usar su apellido de ese origen se hace llamar Monteverde?”, en alusión al periodista Mario Monteverde.
Falleció en Buenos Aires el 26 de agosto de 1992 por un cáncer de estómago. Burone había recibido en 1987 el Premio Konex en el rubro Radio y fue jurado en el rubro espectáculos en 1981 y 1991.